# Galería de la Academia de Florencia
La Galería de la Academia (en italiano, Galleria dell'Accademia) es un museo de Florencia dedicado a obras de escultura y pintura. Es el segundo museo con más entradas vendidas de Italia y uno de los más visitados del mundo, principalmente por su obra más destacada, el David, de Miguel Ángel.
Se encuentra en el número 60 de la Via Ricasoli, cerca del convento de San Marcos.

## Historia
La Academia de Artes del Diseño (Accademia delle Arti del Disegno) fue fundada en 1563 por Cosme I de Médici. En 1784, el Gran Duque de Toscana Leopoldo de Habsburgo-Lorena reformuló la institución en la Academia de Bellas Artes y trasladó en 1873 la sede al lugar donde se emplazó la estatua de David, inicialmente expuesta en la Plaza de la Señoría, una vez que estuvo terminada la Tribuna diseñada por el arquitecto Emilio De Fabris (también diseñador de la fachada de la Catedral de Santa María del Fiore).
Desde entonces, parte de la Academia de Bellas Artes se convirtió en el museo de la Galería de la Academia en Italia.
En los años previos a la pandemia de COVID-19 mostró un crecimiento sostenido en el número de visitantes, llegando al máximo entre 2018 (1.719.645 visitantes) y 2019 (1.704.451). El año con mayores ingresos económicos del museo fue 2019 (€13.203.612,68), producto del aumento del precio de las entradas.

## Colección
Su obra más destacada es el David (1504), de Miguel Ángel Buonarroti. La primera sala tiene obras de los siglos XV y XVI y, en el centro, la terracota de Juan de Bolonia, modelo del Rapto de las sabinas que se alberga en la loggia de la Signoría.
En la galería de Miguel Ángel se encuentran cuatro esculturas de apariencia semi terminada conocidas como los 'prisioneros' (prigioni): Lo schiavo giovane, Atlante, Prigione che si ridesta y Prigione barbuto. Fueron esculpidos por el artista florentino entre 1521 y 1523, y pensados para la tumba de Julio II, pero finalmente no integraron el mausoleo de San Pietro in Vincoli (donde sí se encuentra el Moisés, también de Miguel Ángel). El San Mateo y la Piedad Palestrina (atribuida a Miguel Ángel en medio de distintas controversias) preceden al David.

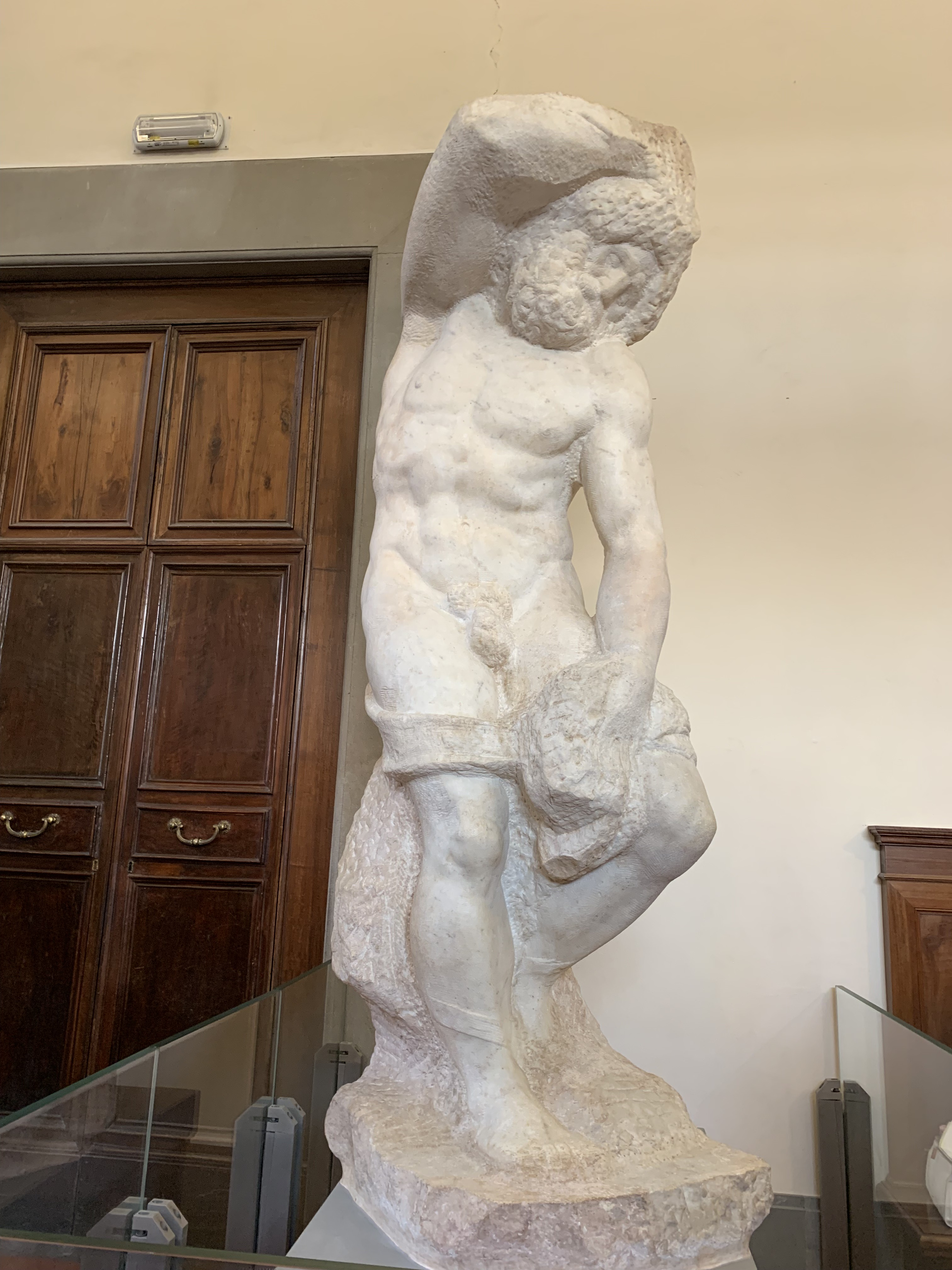
El esclavo barbudo, de Miguel Ángel
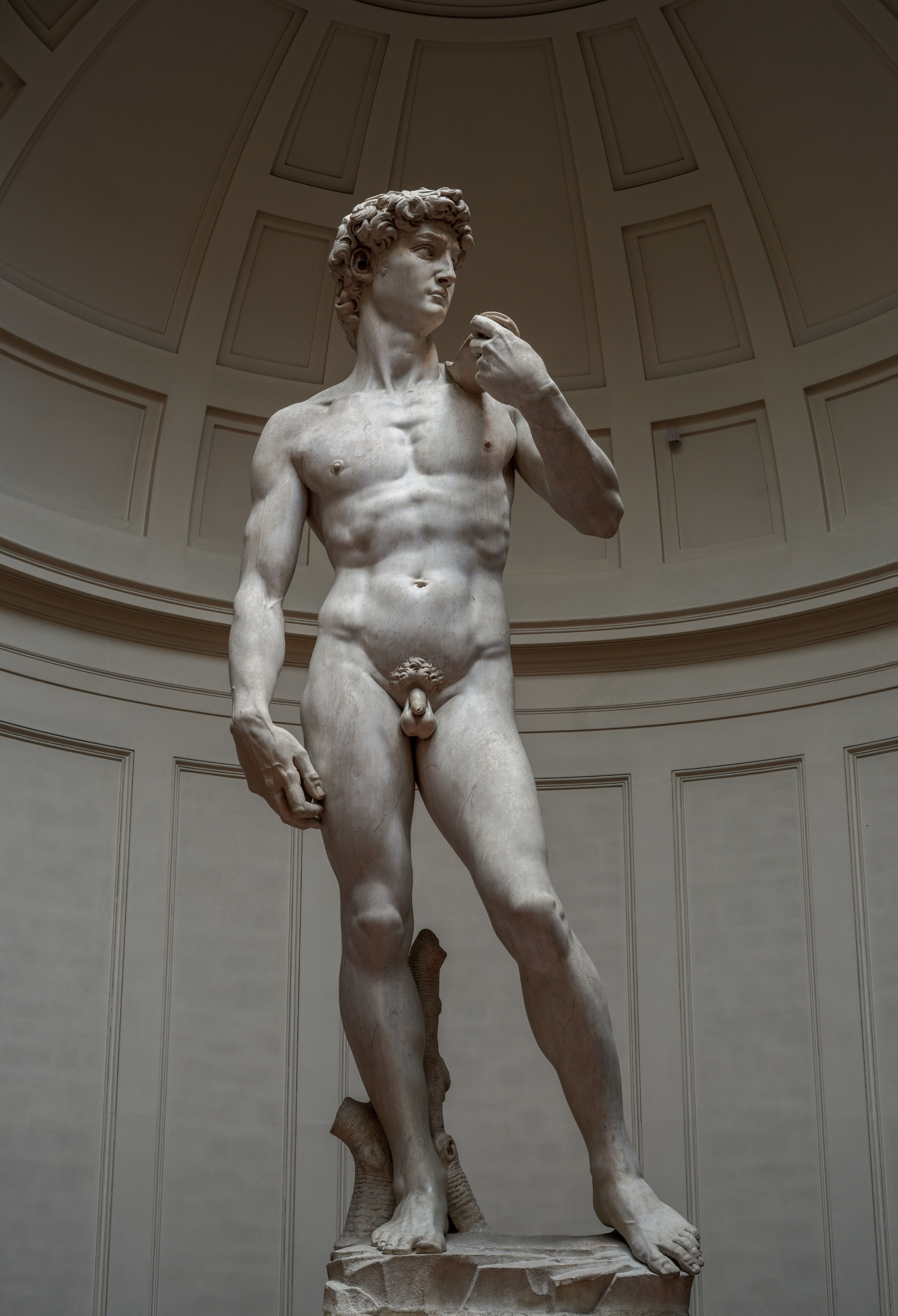
David, de Miguel Ángel

Otras obras que se exhiben en la Academia son Madonna con Bambino, San Giovannino e due angeli (Botticelli), Deposizione di Cristo dalla Croce (Filippino Lippi y Perugino), Venere e Cupido (Pontormo), Deposizione di Cristo (Bronzino), Il profeta Isaia y Il profeta Giobbe (Fray Bartolomeo), y I santi Stefano, Giacomo Maggiore e Pietro (Ghirlandaio), además de varias esculturas de Lorenzo Bartolini.
En las salas del ‘200 y ‘300 se destaca Árbol de la Vida, de Pacino Di Bonaguida. También está la Gipsoteca, donde se exponen más de 400 bustos, bajorrelieves y esculturas en yeso.
Desde 2001 el museo cuenta con el Departamento de Instrumentos Musicales (Dipartimento degli Strumenti Musicali), que alberga la colección del conservatorio "Luigi Cherubini" (nombrado así en homenaje al compositor italiano Luigi Cherubini) con instrumentos provenientes de las colecciones de los duques de Toscana, de Médici y de Lorena. Entre sus piezas más importantes están una viola y un violonchelo de Antonio Stradivari.

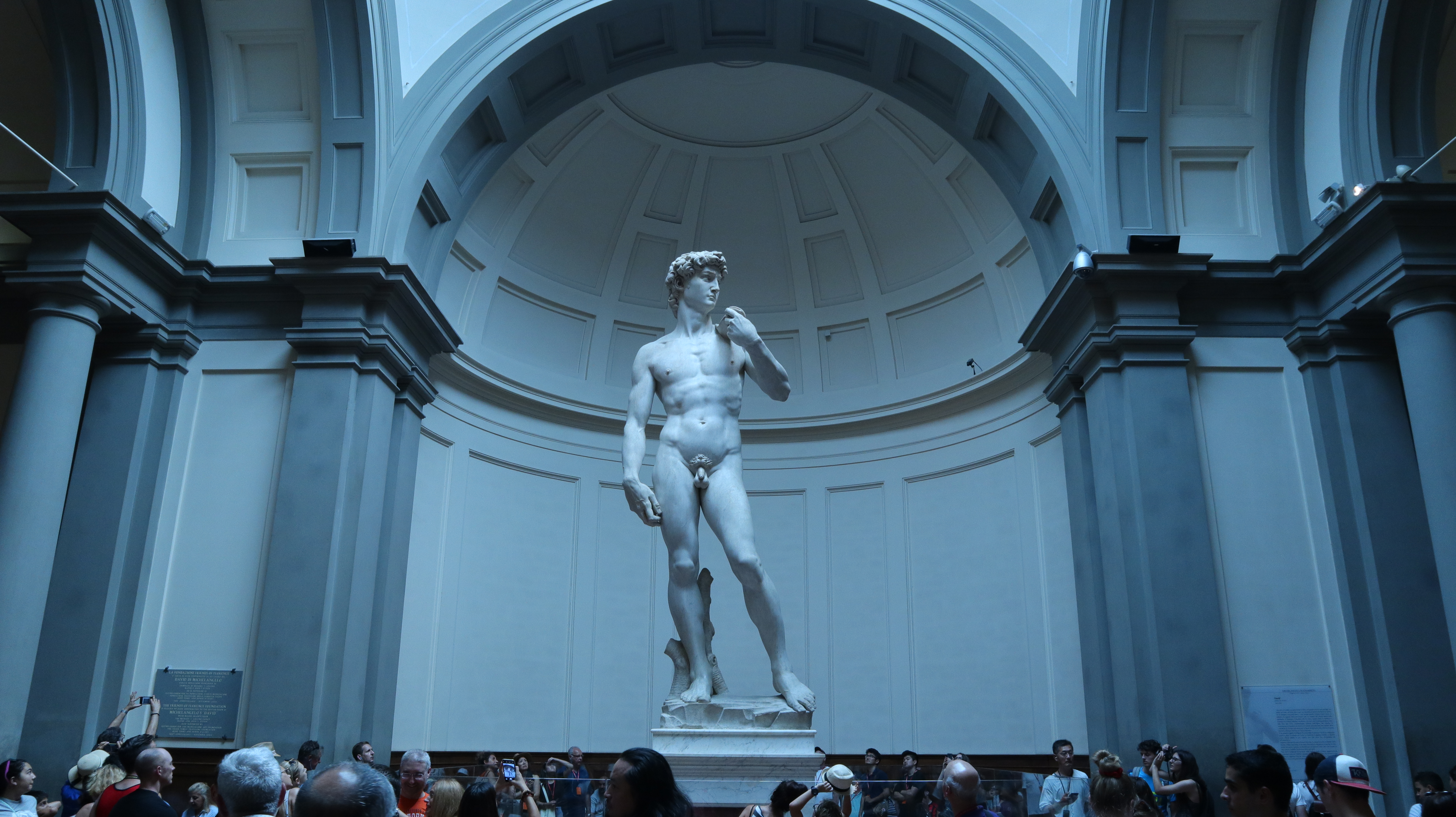
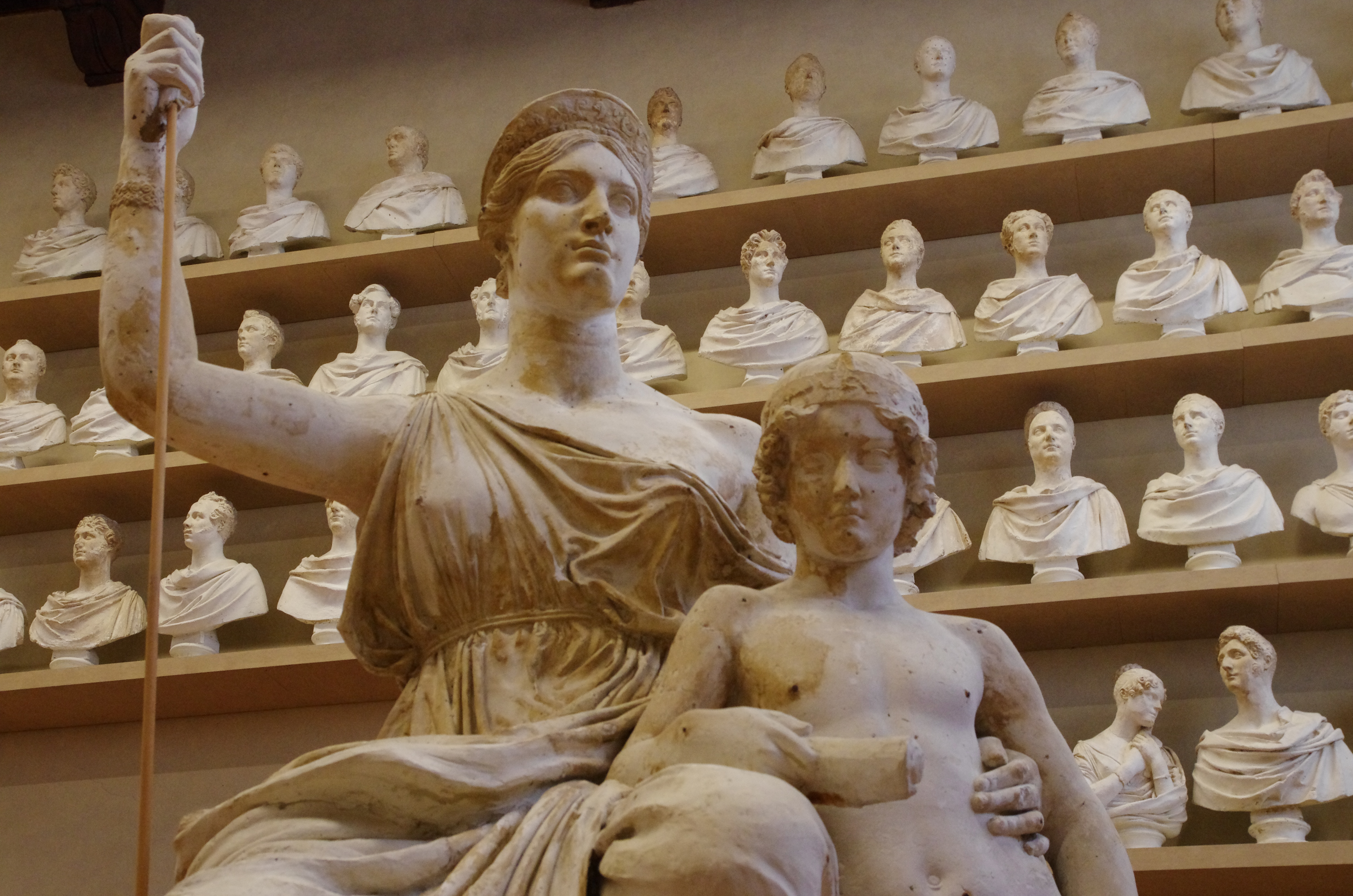
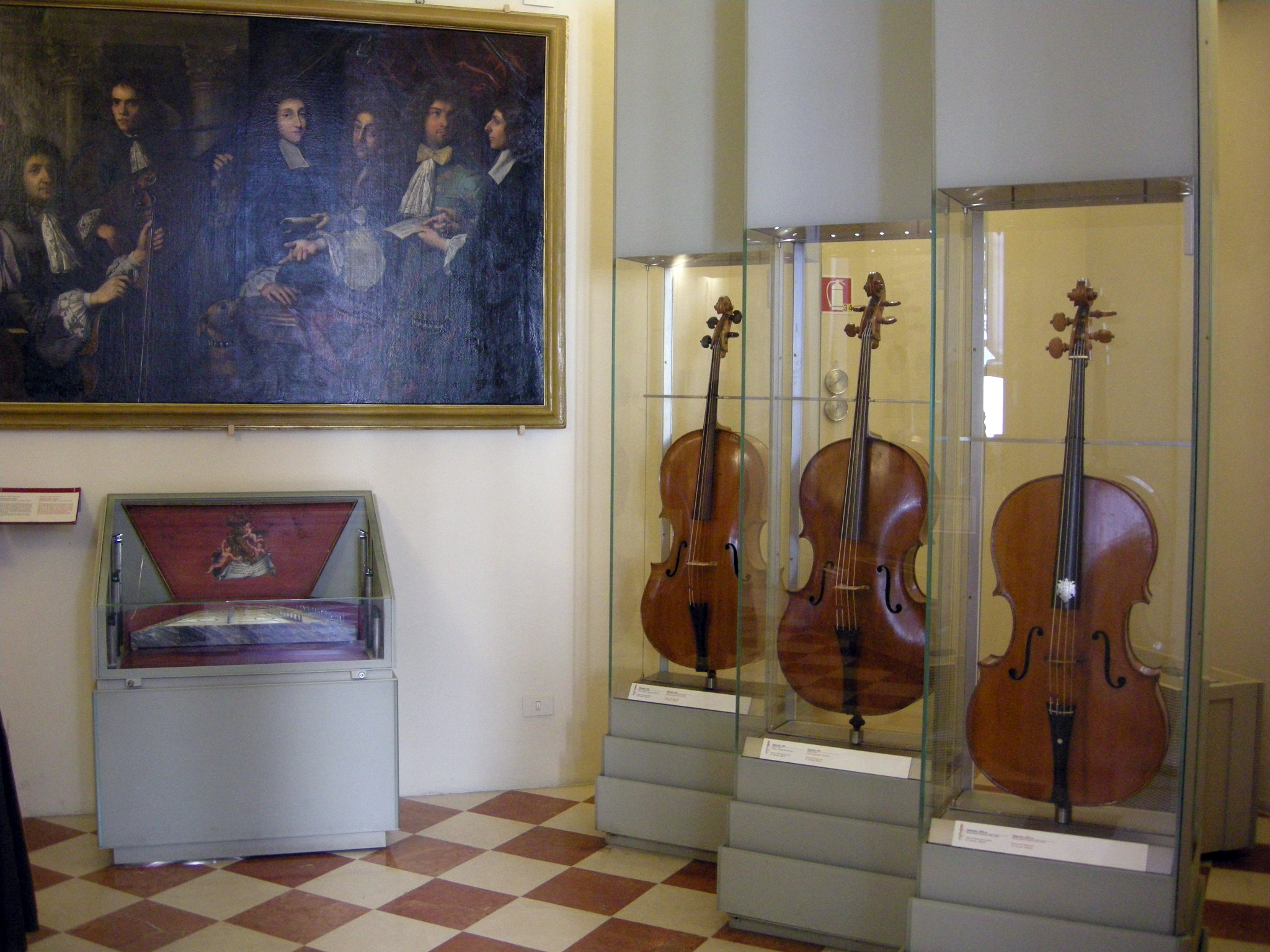